# Friedrich von Stuart
Friedrich von Stuart (1761 - 1842) fue un noble de Curlandia. Estaba casado con Henrietta Kant, familiar de Immanuel Kant.
Algunos de sus descendentes son: Eric Stenbock, Henning von Wistinghausen y Renārs Kaupers.